# Vanessa Incontrada
Vanessa Incontrada (Barcellona, 24 novembre 1978) è un'attrice, conduttrice televisiva ed ex modella spagnola naturalizzata italiana.

## Biografia
Nasce a Barcellona da padre italiano, Filippo Incontrada (romano di origini napoletane), e madre spagnola, Alicia Soler Noguera, ed ha una sorella minore di nome Alice. Cresciuta tra Sant Andreu (Barcellona)  e Follonica (GR), inizia la carriera come indossatrice all'età di 17 anni e per questo motivo si trasferisce a Milano, dove continua a lavorare come modella. Nel 1998 esordisce in televisione con il programma musicale Super in onda su Italia 1 (condotto fino al 2000). Sulla stessa rete conduce anche Super estate al fianco di Peppe Quintale. Su Rai 1 il 31 dicembre 1999 conduce Millennium con Michele Mirabella e a maggio 2000 affianca Giancarlo Magalli in Subbuglio.

### Gli anni 2000

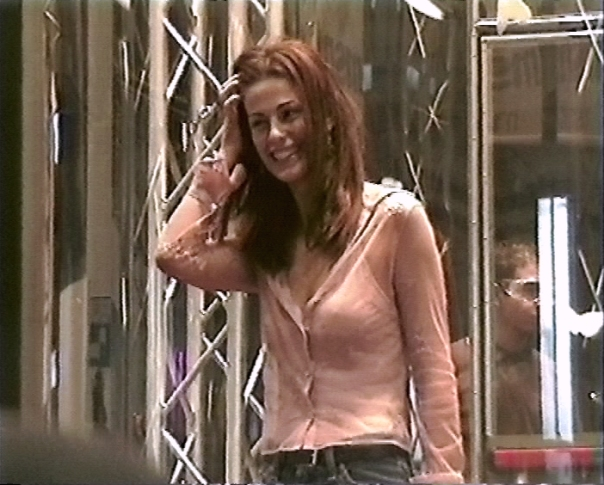
Vanessa Incontrada nel 2000, ospite dello stand MSN allo SMAU di Milano.

Nel 2001, dopo aver condotto Sanremo Giovani al fianco di Pippo Baudo, affronta la prima esperienza radiofonica su Hit Channel, trasmettendo ogni giorno in diretta; nel 2002 continua con Protagonisti, condotto con Francesco Perilli su RTL 102,5. Da dicembre le viene affidata la conduzione di Protagonisti il sabato sera. Tra il 2001 e il 2002 ritorna sul piccolo schermo conducendo dal 30 settembre 2001 al 9 giugno 2002 Nonsolomoda su Canale 5, Sanremo Giovani 2001 e Il Galà dello sport nel 2002 per Rai 1. Ogni lunedì conduce su Sky il magazine Sky Lounge dedicato al cinema, che anticipa la programmazione del film in prima serata.
Nel 2003 debutta sul grande schermo. È scelta da Pupi Avati come protagonista femminile del film Il cuore altrove, dove recita con Neri Marcorè. Durante il Festival di Fiano, nell'ambito della rassegna Lo schermo è donna, riceve il premio come giovane attrice emergente, anche se nella pellicola è stata doppiata da Cinzia Villari. Il film viene presentato al Festival di Cannes e ai Golden Globe a Los Angeles. Nel 2004 inizia a condurre Zelig con Claudio Bisio, esperienza che continuerà fino al 2010. Sempre nel 2004 gira il film A/R Andata + Ritorno di Marco Ponti, che la vede protagonista al fianco di Libero De Rienzo.
Nell'estate 2005 presenta con Fabio De Luigi il Festivalbar 2005, in onda in prima serata su Italia 1. In ottobre inizia le riprese di Quale amore di Maurizio Sciarra, con Giorgio Pasotti, film presentato in anteprima al Festival di Locarno nell'agosto 2006. Immediatamente dopo è impegnata sul set della nuova opera di Pupi Avati La cena per farli conoscere (uscito nel 2007) insieme a Diego Abatantuono, Violante Placido e Inés Sastre. Ad agosto 2006 inizia le riprese del film di Simona Izzo Tutte le donne della mia vita, accanto a Luca Zingaretti e Ricky Tognazzi. A ottobre si trasferisce in Spagna per il suo primo film spagnolo Todos estamos invitados (regia di Manolo Gutiérrez Aragón, con Óscar Jaenada e José Coronado).
Nel gennaio 2007 presenta insieme a Claudio Bisio la serata dei Telegatti. Sempre nel 2007 debutta a teatro con la tournée del musical Alta società, che la vede protagonista nel ruolo di Tracy Lord (che sul grande schermo fu di Grace Kelly), al fianco di Sandro Querci, Christian Ruiz e Simone Leonardi, con musiche di Cole Porter, per la regia di Massimo Romeo Piparo. Nel gennaio 2009 la coppia Bisio-Incontrada viene riconfermata alla guida di quattro puntate di Arcizelig. A febbraio esce il film corale Aspettando il sole, opera prima del regista Ago Panini; nel cast, tra gli altri, Raoul Bova, Claudia Gerini e Claudio Santamaria. A giugno conduce la terza edizione dei Wind Music Awards all'Arena di Verona, trasmesso su Italia 1.

### Gli anni 2010

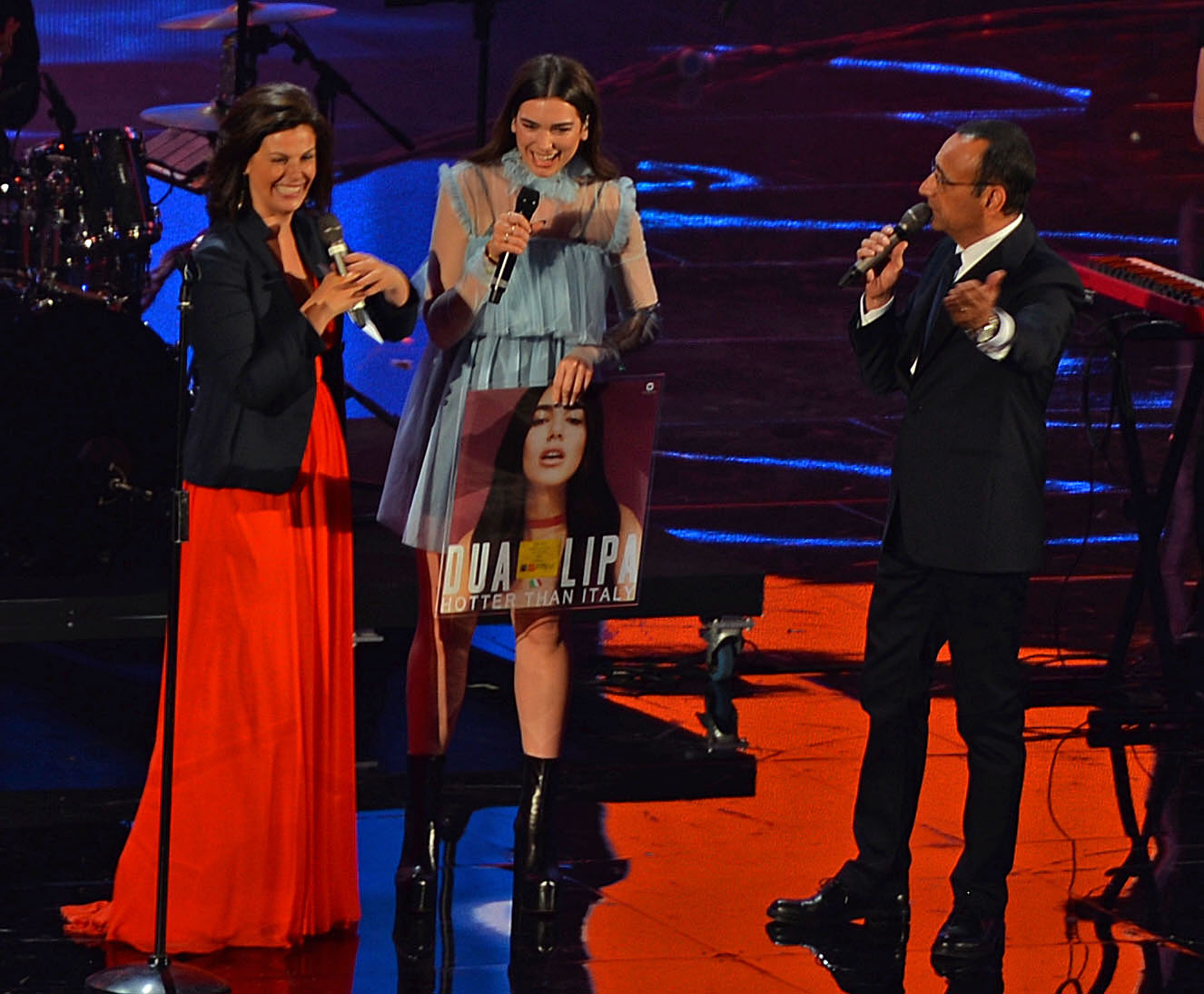
Vanessa Incontrada (a sinistra) e Carlo Conti (a destra) mentre premiano Dua Lipa (al centro) ai Wind Music Awards 2016 all'Arena di Verona.

Tutti i martedì da gennaio a marzo 2010 è per la sesta volta in coppia con Bisio alla conduzione di Zelig. Sempre nel 2010 è la volta del suo primo film per la TV: Un paradiso per due prodotto da Indiana Production. Co-protagonista è l'attore Giampaolo Morelli. Il film, girato fra Uruguay e Sardegna nel 2009, va in onda su Canale 5 il 6 aprile. Nell'estate inizia la sua esperienza con la fiction: gira I cerchi nell'acqua, insieme ad Alessio Boni. I quattro episodi della fiction saranno trasmessi su Canale 5 a dicembre dello stesso anno.
Nel 2011 viene riconfermata alla conduzione di Wind Music Awards, in onda in tre serate su Italia 1; questa volta viene affiancata da Teo Mammucari. L'estate del 2011 la vede impegnata a teatro con la commedia latina. Veste i panni di Palestrione, protagonista maschile dell'opera di Plauto Miles Gloriosus, per la regia di Cristiano Roccamo. Dall'estate 2012 conduce con Carlo Conti i Wind Music Awards. In autunno torna sul piccolo schermo con la miniserie in due puntate per Rai 1 Caruso, la voce dell'amore, sulla vita del grande tenore napoletano.
A giugno 2013, nuovamente con Carlo Conti, conduce Wind Music Awards. Il 17 aprile 2014 esce la commedia Ti sposo ma non troppo, opera prima di Gabriele Pignotta in cui Vanessa interpreta una donna, Andrea, abbandonata all'altare dallo sposo. Nell'agosto 2014, nel ruolo di protagonista femminile, inizia le riprese del film TV Anna & Yusef, realizzato dalla Italian International Film per Rai Fiction, con la regia di Cinzia TH Torrini. Parla dell'immigrazione ai tempi della primavera araba ed è basato su una vicenda reale (sarà trasmesso il 7 e l'8 settembre 2015 su Rai 1). Nell'autunno vanno in onda in prima serata su Rai 1 le sei puntate della fiction tv Un'altra vita, per la regia di Cinzia TH Torrini, in cui Incontrada interpreta Emma, un medico che dopo l'arresto del marito per corruzione si trasferisce con le tre figlie a Ponza. Sempre nell'autunno 2014, finite le riprese di Anna & Yusef, inizia a lavorare alla sesta edizione di Italia's Got Talent, che condurrà su Sky Uno da marzo 2015.
Ad aprile 2016 è protagonista, nel Ruolo  della praticante Lisa Marcelli, della fiction  di Rai 1 Non dirlo al mio capo, ruolo che continua ad interpretare nel 2018 nella seconda stagione, sempre al fianco di Lino Guanciale e Chiara Francini. Da dicembre 2016 torna su Sky diventando una dei tre giudici del talent show Dance Dance Dance, in onda su Fox Life. Nell'autunno 2017 è protagonista della fiction di Rai 1 Scomparsa, con Giuseppe Zeno. Nel maggio 2018 compare su Rai 1 con Il capitano Maria, in cui interpreta il personaggio di Maria Guerra, con Giorgio Pasotti. Il 6 dicembre 2018 esce il film TV con Giorgio Pasotti I nostri figli, basato sulla vera storia del femminicidio di Marianna Manduca avvenuta in Sicilia nel 2007.

### Gli anni 2020
Nel 2020 interpreta Angela, protagonista di Come una madre, serie nella quale si ritrova al fianco di Giuseppe Zeno e Sebastiano Somma. Sempre nel 2020 partecipa in veste di giudice alla diciannovesima edizione di Amici di Maria De Filippi, in onda il venerdì su Canale 5. Partecipa come concorrente alla seconda stagione del programma TV Celebrity Hunted: Caccia all'uomo, in onda dal 18 giugno 2021 sulla piattaforma Prime Video. Dal 27 settembre 2021 conduce Striscia la notizia insieme ad Alessandro Siani aprendo così la stagione del programma. Nel 2021 torna a condurre Zelig, di nuovo con Claudio Bisio, e ritorna in tv con la serie di Canale 5 Fosca Innocenti. Nel 2025 è la protagonista della miniserie Tutto quello che ho ancora su Canale 5.

## Vita privata
Vive a Follonica (Grosseto) con Rossano Laurini, imprenditore toscano al quale è legata dal 2007 e dal quale ha avuto un figlio, Isal. È stata proprietaria di un negozio di abbigliamento nel corso principale di Follonica, nel quale lavorava in prima persona.

## Filmografia

### Cinema
- Il cuore altrove, regia di Pupi Avati (2003)
- A/R Andata + Ritorno, regia di Marco Ponti (2004)
- Quale amore, regia di Maurizio Sciarra (2006)
- La cena per farli conoscere, regia di Pupi Avati (2007)
- Tutte le donne della mia vita, regia di Simona Izzo (2007)
- Todos estamos invitados, regia di Manolo Gutiérrez Aragón (2008)
- Aspettando il sole, regia di Ago Panini (2008)
- Mi rifaccio vivo, regia di Sergio Rubini (2013)
- Ti sposo ma non troppo, regia di Gabriele Pignotta (2014)
- Tutte lo vogliono, regia di Alessio Maria Federici (2015)
- Non c'è campo, regia di Federico Moccia (2017)
- Ostaggi, regia di Eleonora Ivone (2021)

### Televisione
- Un paradiso per due, regia di Pier Belloni – film TV (2010)
- I cerchi nell'acqua, regia di Umberto Marino – miniserie TV (2011)
- Caruso - La voce dell'amore, regia di Stefano Reali – miniserie TV (2012)
- Benvenuti a tavola 2 - Nord vs Sud, regia di Lucio Pellegrini – serie TV (2013)
- Un'altra vita, regia di Cinzia TH Torrini – serie TV (2014)
- Angeli - Una storia d'amore, regia di Stefano Reali – film TV (2014)
- Anna e Yusef - Un amore senza confini, regia di Cinzia TH Torrini – miniserie TV (2015)
- Don Matteo, regia di Monica Vullo – serie TV, episodio 10x26 (2016)
- Non dirlo al mio capo – regia di Giulio Manfredonia e Riccardo Donna – serie TV (2016-2018)
- La classe degli asini, regia di Andrea Porporati – film TV (2016)
- Scomparsa, regia di  Fabrizio Costa – serie TV (2017)
- Il capitano Maria, regia di Andrea Porporati – miniserie TV (2018)
- I nostri figli, regia di Andrea Porporati – film TV (2018)
- Purché finisca bene - L'amore, il sole e le altre stelle, regia di Fabrizio Costa – film TV (2019)
- Come una madre, regia di Andrea Porporati – miniserie TV (2020)
- Fosca Innocenti, regia di Fabrizio Costa e Giulio Manfredonia – serie TV (2022-2023)
- Tutto quello che ho, regia di Monica Vullo e Riccardo Mosca – miniserie TV (2025)

## Teatro
- Alta società - Il musical, regia di Massimo Romeo Piparo (2007)
- Miles Gloriosus, regia di Cristiano Roccamo (2011)
- Mi piaci perché sei così, regia di Gabriele Pignotta (2014)
- Scusa sono in riunione, ti posso richiamare?, regia di Gabriele Pignotta (2020-2022)
- Ti sposo ma non troppo, regia di Gabriele Pignotta (2025)

## Programmi televisivi
- Super (Italia 1, 1998-2000)
- Super Estate (Italia 1, 1999)
- Millennium - La notte del 2000 (Rai 1, 1999)
- Subbuglio (Rai 1, 2000)
- Bande sonore (Italia 1, 2001)
- Laura Pausini in concerto al Mediolanum Forum (Canale 5, 2001)
- Nonsolomoda (Canale 5, 2001-2002)
- Sanremo Giovani (Rai 1, 2001)
- Il galà dello sport (Rai 1, 2002)
- Sky Lounge (Sky Uno, 2003)
- La partita del cuore (Rai 1, 2003)
- Zelig (Canale 5, 2004-2010, dal 2021)
- Festivalbar (Italia 1, 2005)
- Gran Premio Internazionale dello Spettacolo (Canale 5, 2007)
- Music Awards (Italia 1, 2009, 2011; Rai 1, dal 2012)
- Let's dance (Canale 5, 2010)
- Italia's Got Talent (Sky Uno, 2015)
- Prodigi - La musica è vita (Rai 1, 2016)
- Dance Dance Dance (Fox Life, 2016-2018) Giurata
- 20 anni che siamo italiani (Rai 1, 2019)
- Amici di Maria De Filippi (Canale 5, 2020) Giurata
- Celebrity Hunted: Caccia all'uomo (Prime Video, 2021) Concorrente
- Striscia la notizia (Canale 5, 2021-2023)
- Il Volo - Tutti per uno (Canale 5, 2025)[12]

## Testimonial
- 2001-2002: TIM
- 2003: Nivea
- 2003: Balocco
- 2004: Aldo Coppola
- 2005: Betty Flowers
- 2005-2007: Pupa
- 2008: Upim
- 2008-2011, 2013-2015: Wind
- 2010-2013: Persona
- 2011: Mediaset Premium
- 2015: Zalando
- 2017- 2020: Elena Mirò
- 2018-in corso: AZ
- 2021-in corso: Dolce & Gabbana
- 2021-in corso: Activia
- 2021-in corso: Florena Fermented Skincare

## Opere letterarie
- Vanessa Incontrada e Alicia Soler Noguera, Insegnami a volare, Rizzoli, 2015, ISBN 9788817085205.
- Vanessa Incontrada e Alicia Soler Noguera, Le bugie uccidono, La nave di Teseo, 2019, ISBN 9788893955188.